# بایدو مپس
بایدو مپس (انگلیسی: Baidu Maps) یک برنامه و فناوری سرویس نقشه‌نگاری وب دسکتاپ و موبایل است که توسط شرکت بایدو ارائه می‌شود و تصویربرداری ماهواره‌ای، نقشه‌های خیابانی، نمای خیابان (که "پانوراما" نامیده می‌شود چینی: 百度全景) و چشم‌اندازهای داخلی، و همچنین عملکردهایی مانند برنامه‌ریز مسیر برای سفر پیاده، با ماشین یا با وسایل حمل و نقل عمومی را ارائه می‌دهد. برنامه‌های اندروید و iOS نیز در دسترس هستند.
نقشه‌های بایدو فقط به زبان چینی موجود است و قبل از سال ۲۰۱۶، فقط نقشه‌های سرزمین اصلی چین، هنگ کنگ، ماکائو و تایوان را ارائه می‌داد و بقیه جهان به نظر ناشناخته می‌رسید. در حال حاضر، نقشه‌های بایدو نقشه‌های کشورهای مختلف دیگری را نیز ارائه می‌دهد.[نیازمند منبع] گزارش شده است که تا پایان سال ۲۰۱۶ بیش از ۱۵۰ کشور پشتیبانی خواهند شد. بایدو از داده‌های نقشه ارائه شده توسط NavInfo, MapKing, هیر تکنالوجیز, LocalKing و اوپن‌استریت‌مپ استفاده می‌کند.

نقشه‌های بایدو در سال ۲۰۱۶، گزارش شد که نقشه‌های بایدو بیش از ۳۴۸ میلیون کاربر فعال ماهانه دارد.